# ヤン・ステーン
ヤン・ステーン（Jan Steen, 1626年 - 1679年1月1日）は、オランダ、ライデン生まれの画家である。17世紀のバロック期に活躍した。
彼は静物画、肖像画、歴史画、宗教画など様々なジャンルの作品を800点ほど制作したが、特に有名なのは農民を描いた風俗画である。酔っ払った人々の乱痴気騒ぎ、結婚式、ピクニック、意地悪をされて泣く子供の姿などをユーモラスに描いている。また、教訓的な寓話やことわざを題材にしたことも多い。彼は兼業で居酒屋を経営しており、そこで人々を観察していたと思われる。

## 生涯
ヤン・ステーンはライデンに生まれる。ステーンの家族は醸造を営み、また2世代にわたって宿屋The Red Halbertを経営していた。同年代に生きたレンブラントと同じくステーンもラテン・スクール（14世紀から16世紀にヨーロッパにあったグラマー・スクール）に通った。また、ユトレヒトでドイツ生まれの画家ニコラウス・クニュプファー (1603–1660)の下で絵画を学ぶ。他にも田舎の風景を描いたハールレムの画家アドリアーン・ファン・オスターデやイサーク・ファン・オスターデの影響も受けていると思われるが、しかしステーンとオスターデが実際に交流があったかどうかは分かっていない。 
1648年、ステーンとハブリエル・メツーは共にライデンに聖ルカ組合を組織する。 著名な風景画家であったヤン・ファン・ホイエンの助手となった後、ハーグに移る。1649年10月3日、ステーンはホイエンの娘マルグリットと結婚し、その後8人の子供をもうける。 ステーンは義理の父親の下で1654年まで働いた後デルフトに移り、De Roscam (The Curry Comb) (or De Slang (The Snake)) という名の醸造所を経営するがあまり成功しなかった。 
1656年から1660年までライデンの北のワルモントに、1660年から1670年まではハールレムに住み、多くの作品を手掛けた。妻の死の翌年でもあり自身の父親が亡くなった1670年にステーンはライデンに戻り、以後そこに留まる。1672年の災いの年（Year of Disaster）に絵画市場が冷え込んだためにステーンは宿屋を開く。1673年4月には再婚。1674年には聖ルカ組合の代表に就任する。ステーンは1679にライデンで死去した。

## 作品

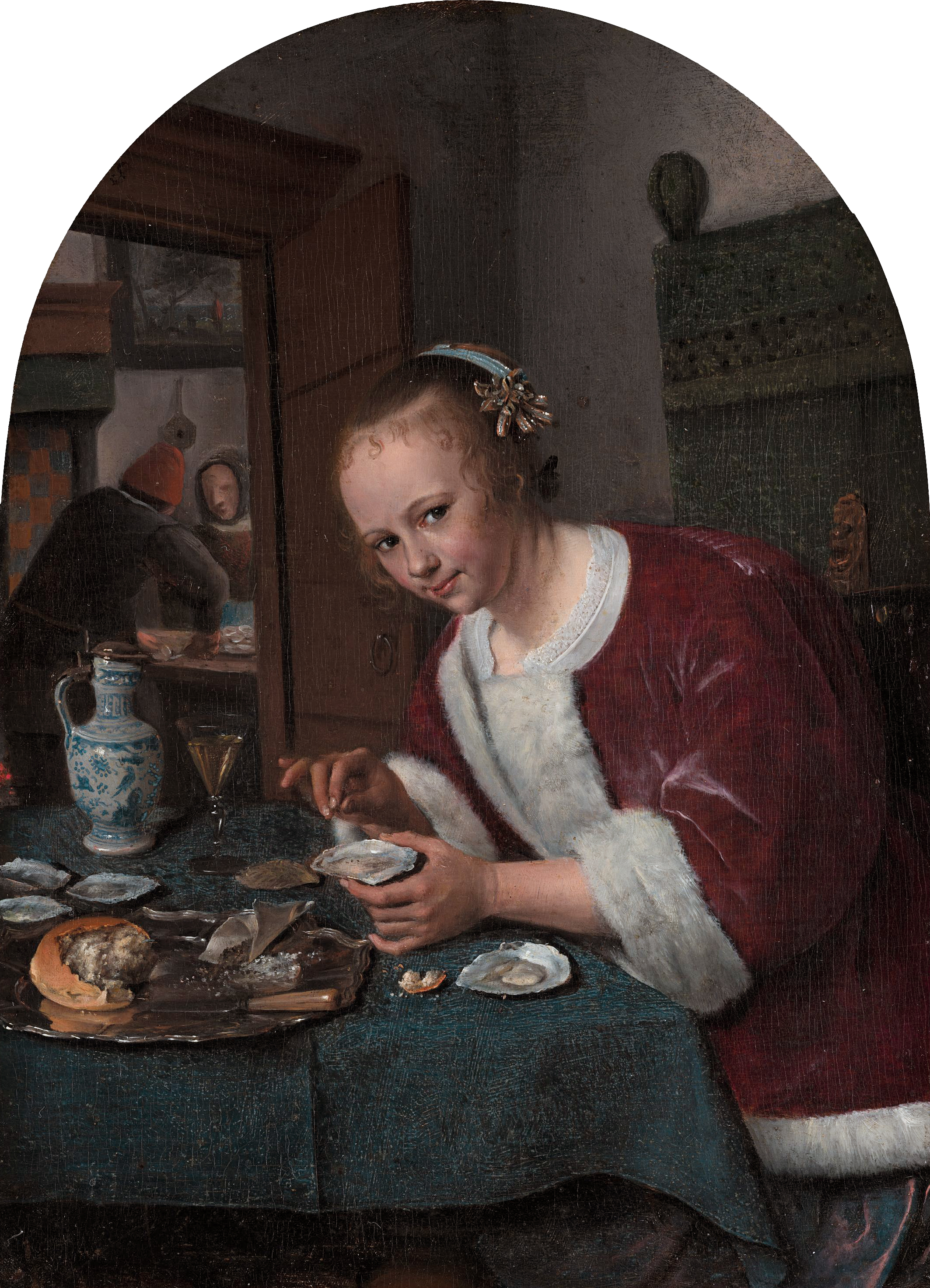
『牡蠣を食べる少女』、マウリッツハイス美術館蔵

庶民の日々の生活がステーンの作品の主なテーマであった。『聖ニコラスの祭り』のように、多くの風俗画は混乱と好色さと言っていいほどの生き生きとした空気に満ちていて、実際「ステーンの一家」（a Jan Steen household / een huishouden van Jan Steen)というフレーズが散らかった場面を表すオランダの諺になっている程である。ステーンは自身の作品で描いたようなお祭り騒ぎに加わるように勧めているというより、どちらかといえば警告の意味で描いたのではないかと思われる。多くの作品は古いオランダの格言や文学に言及している。また、しばしば自分の家族をモデルとしたり自分を登場させたりもしている。
ステーンは風俗画だけでなく歴史画、神話画、宗教画、静物画や肖像画も手掛けている。
ステーンは生涯で800点程の作品を手掛け、現在まで残っているものは350点程である。ステーンはあまり弟子をとらなかったようで、記録されている弟子は Richard Brakenburgのみである。しかし彼の作品は多くの画家たちに影響を与えた。

## 主な作品
- 『怠け者』　エルミタージュ美術館
- 『宿屋の外で九柱戯をする人々』　ナショナル・ギャラリー (ロンドン)
- 『贅沢に気をつけよ』　美術史美術館 (ウィーン)
- 『不摂生の結果』　ナショナル・ギャラリー (ロンドン)
- 『踊るカップル』　ナショナル・ギャラリー (ワシントン)
- 『ヴァイオリン弾きとカード遊びをする人々がいる居酒屋』 ウィンザー城王室コレクション
- 『リュートを弾く自画像』　ティッセン＝ボルネミッサ美術館
- 『自画像』　アムステルダム国立美術館
- 『聖ニコラウスのお祭り』　アムステルダム国立美術館
- 『陽気な家族』　アムステルダム国立美術館
- 『病気の婦人』　アムステルダム国立美術館
- 『医師の往診』　アプスリー・ハウス (ロンドン)
- 『親に倣って子も歌う』　マウリッツハイス美術館
- 『牡蠣を食べる少女』　マウリッツハイス美術館
- 『十二夜の晩餐』　ボストン美術館
- 『農民の結婚式』美術史美術館 (ウィーン)
- 『ハガルの追放』アルテ・マイスター絵画館 (ドレスデン)
- 『テラスの陽気な集い』メトロポリタン美術館

## ギャラリー

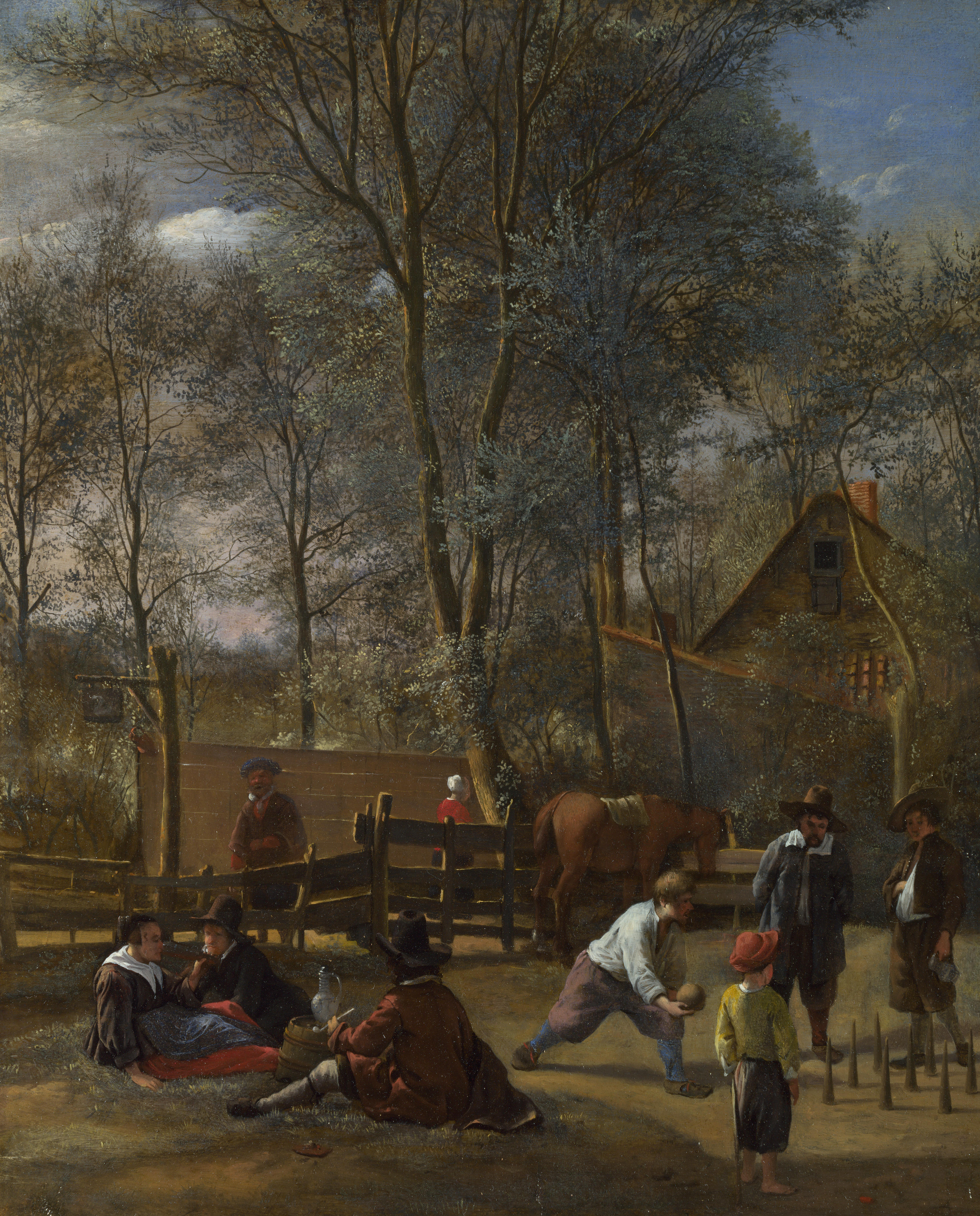
『宿屋の外で九柱戯をする人々』
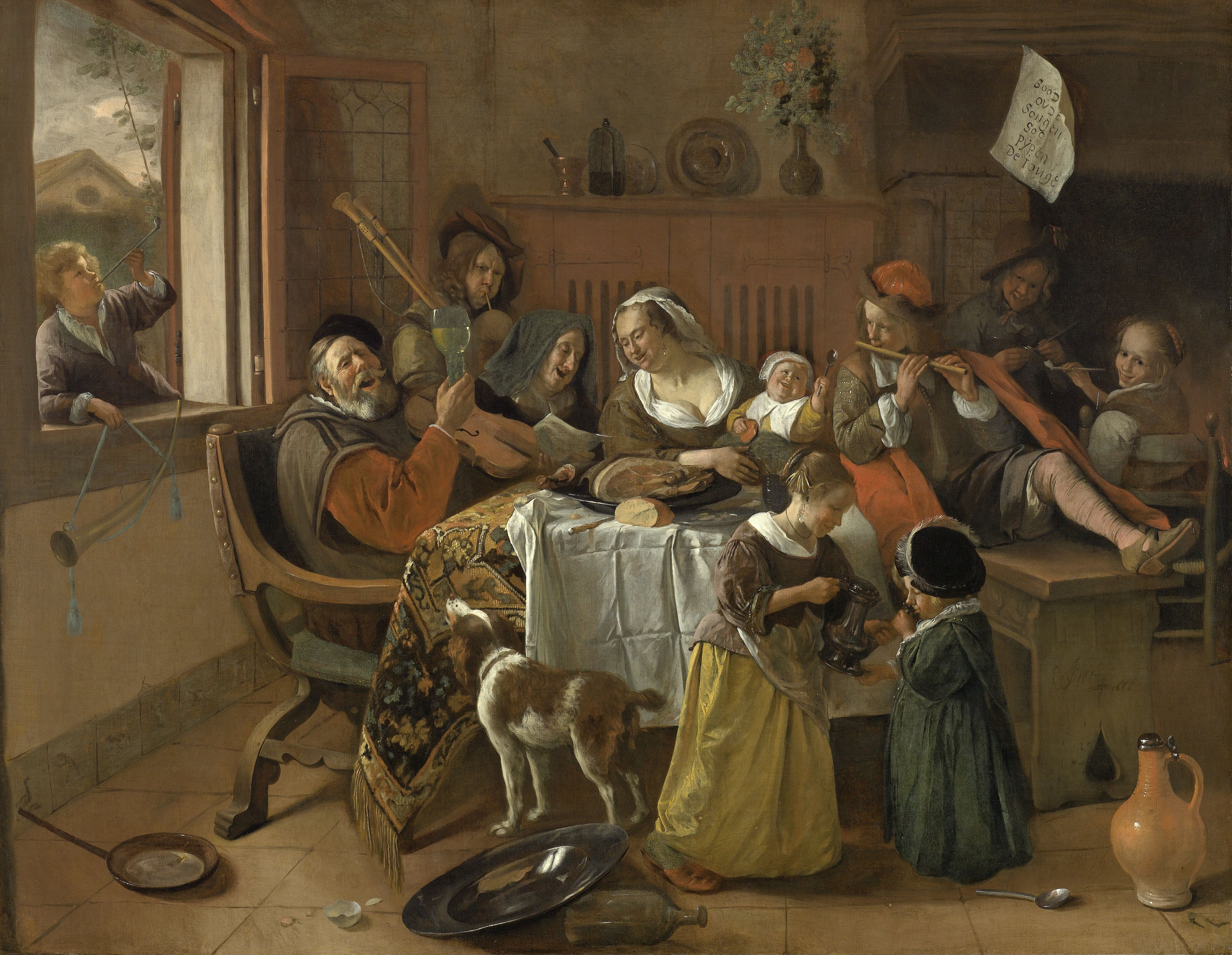
『陽気な家族』
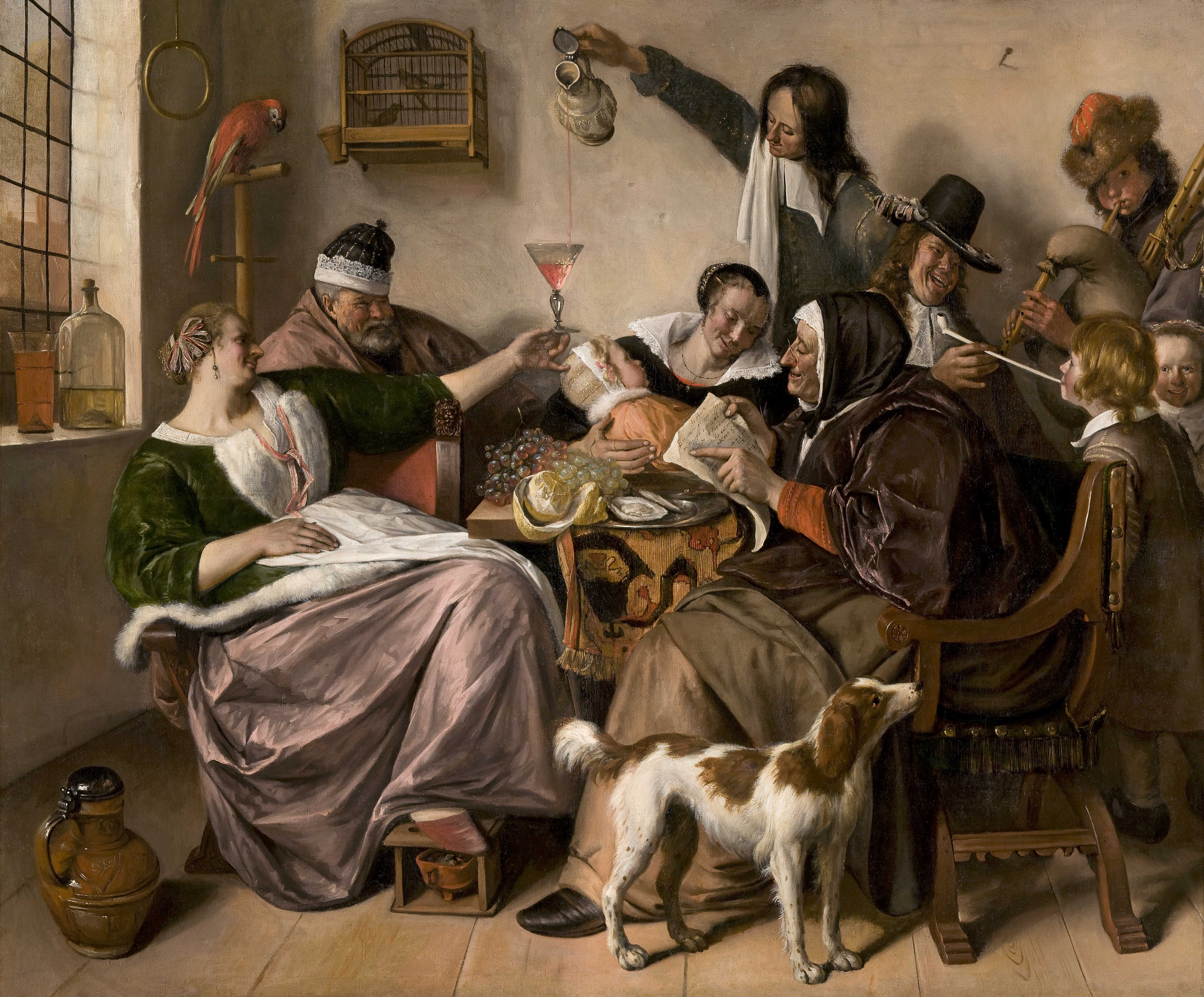
『親に倣って子も歌う』マウリッツハイス美術館、デン・ハーグ
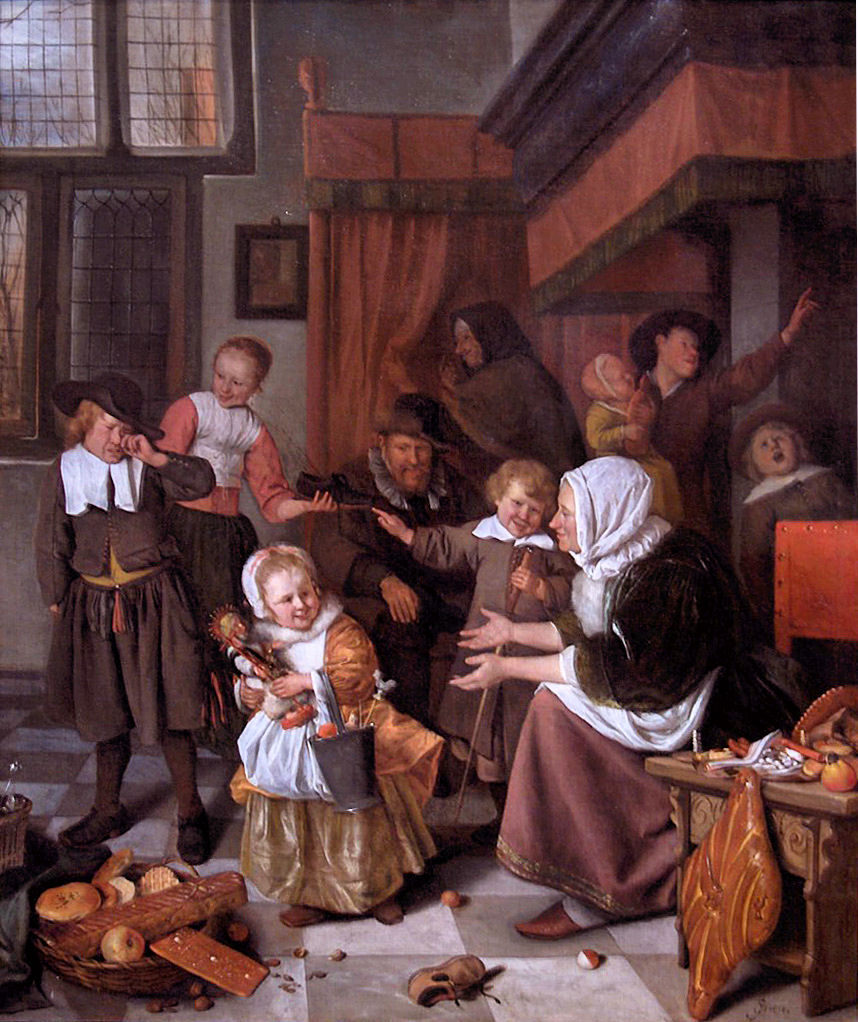
『聖ニコラウスのお祭り』アムステルダム国立美術館
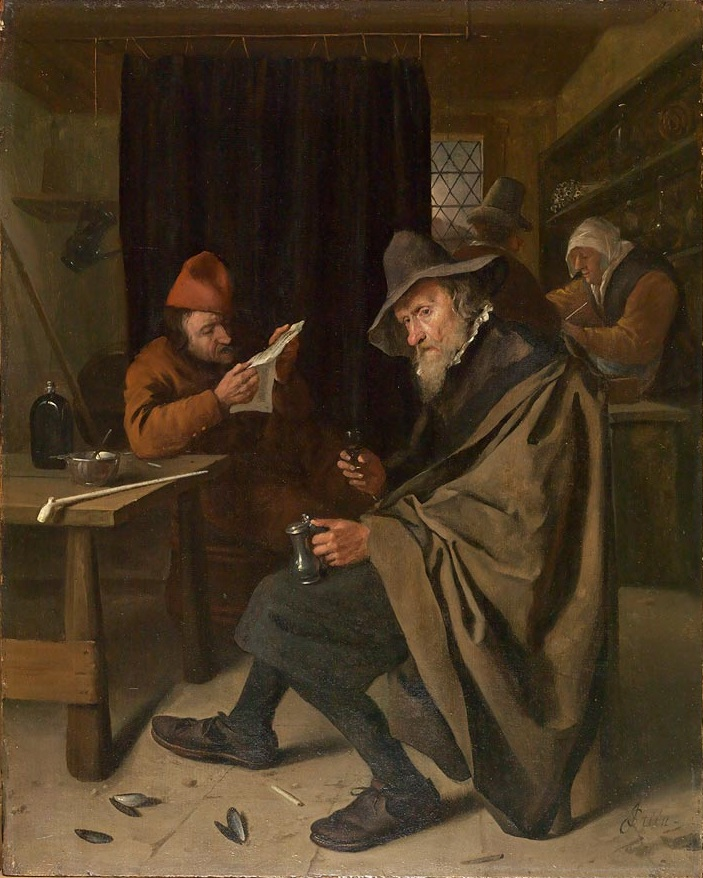
『酒飲み』
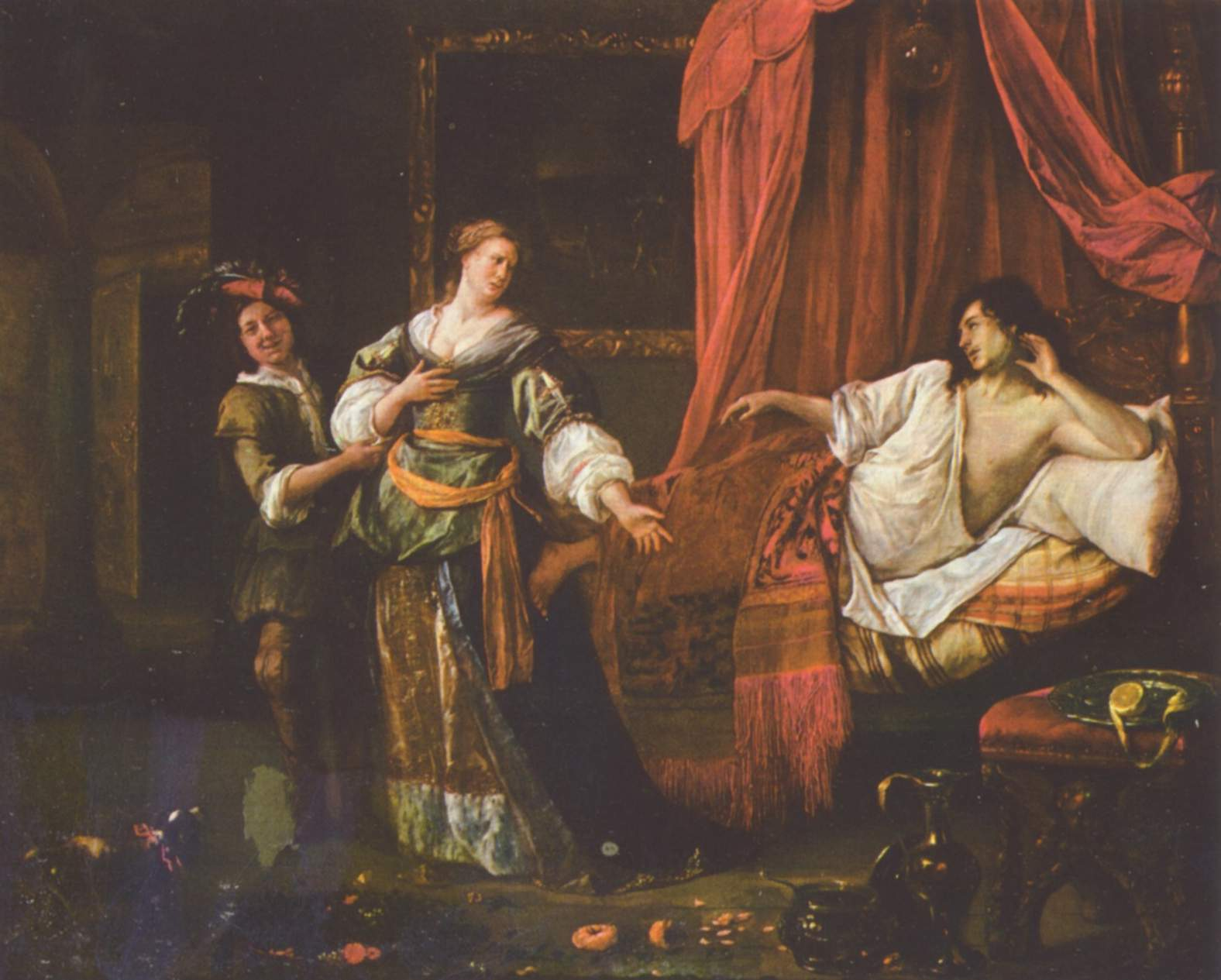
『アムノンとタマール』
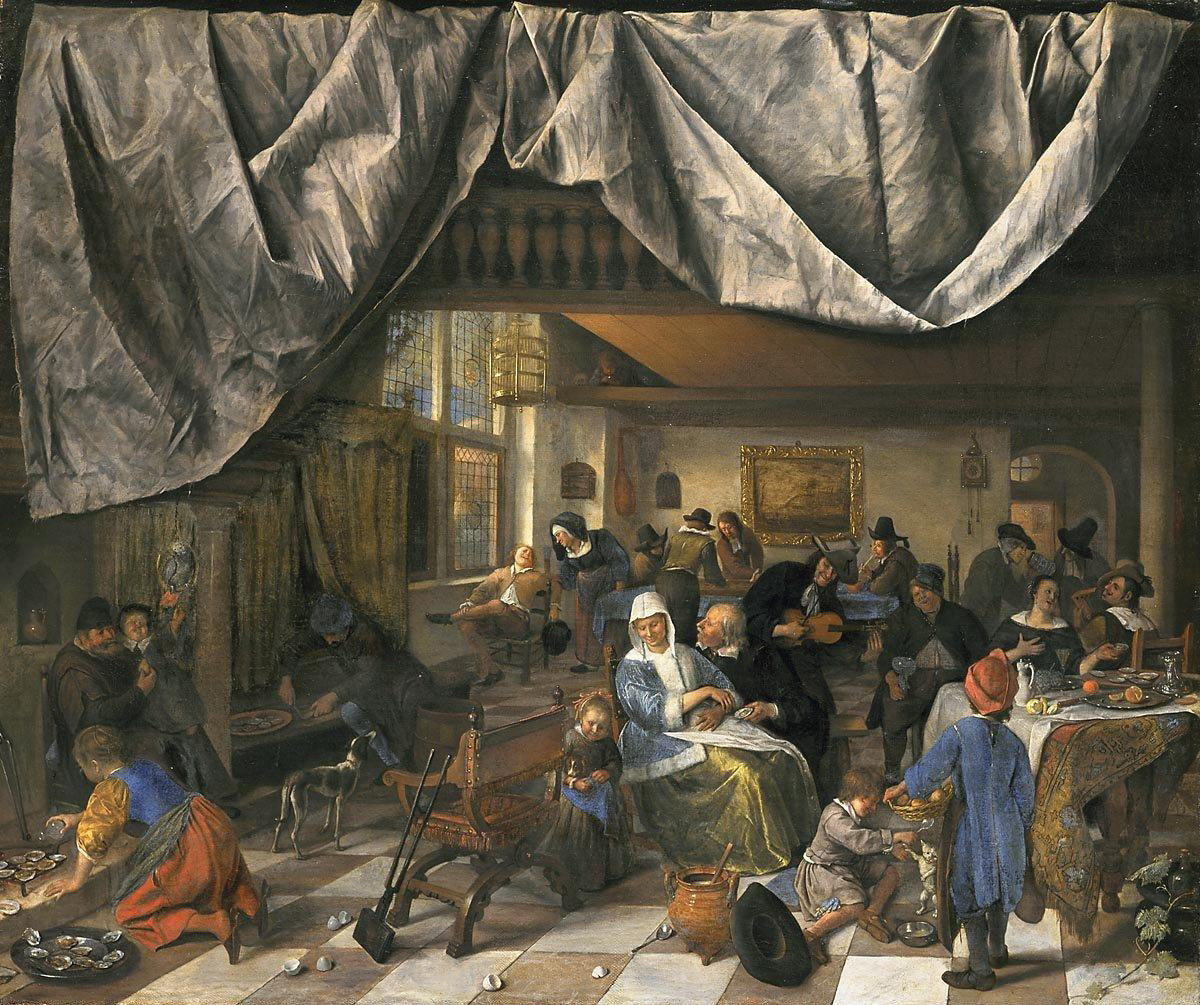
『居酒屋』
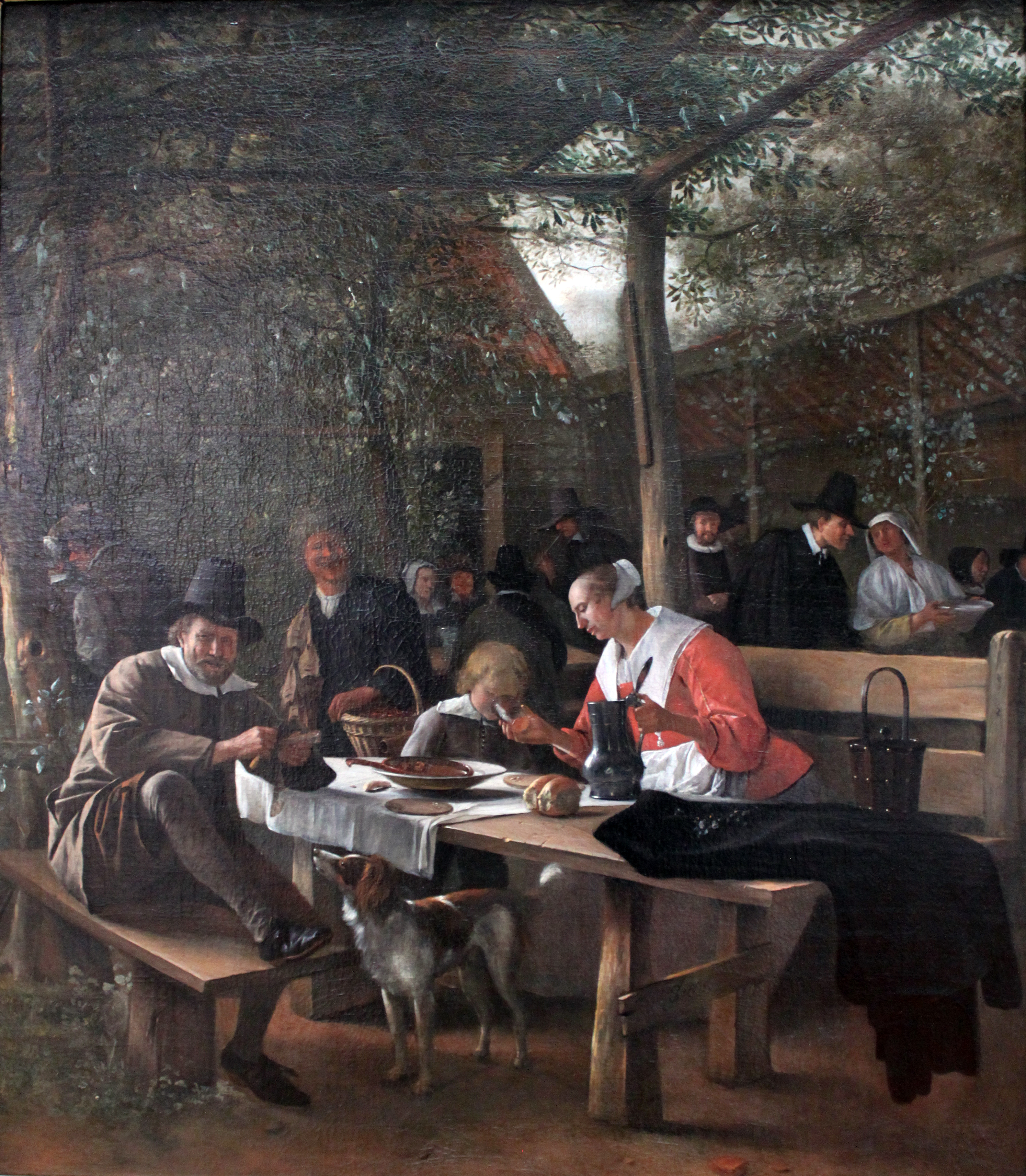
『居酒屋の庭』絵画館 (ベルリン)
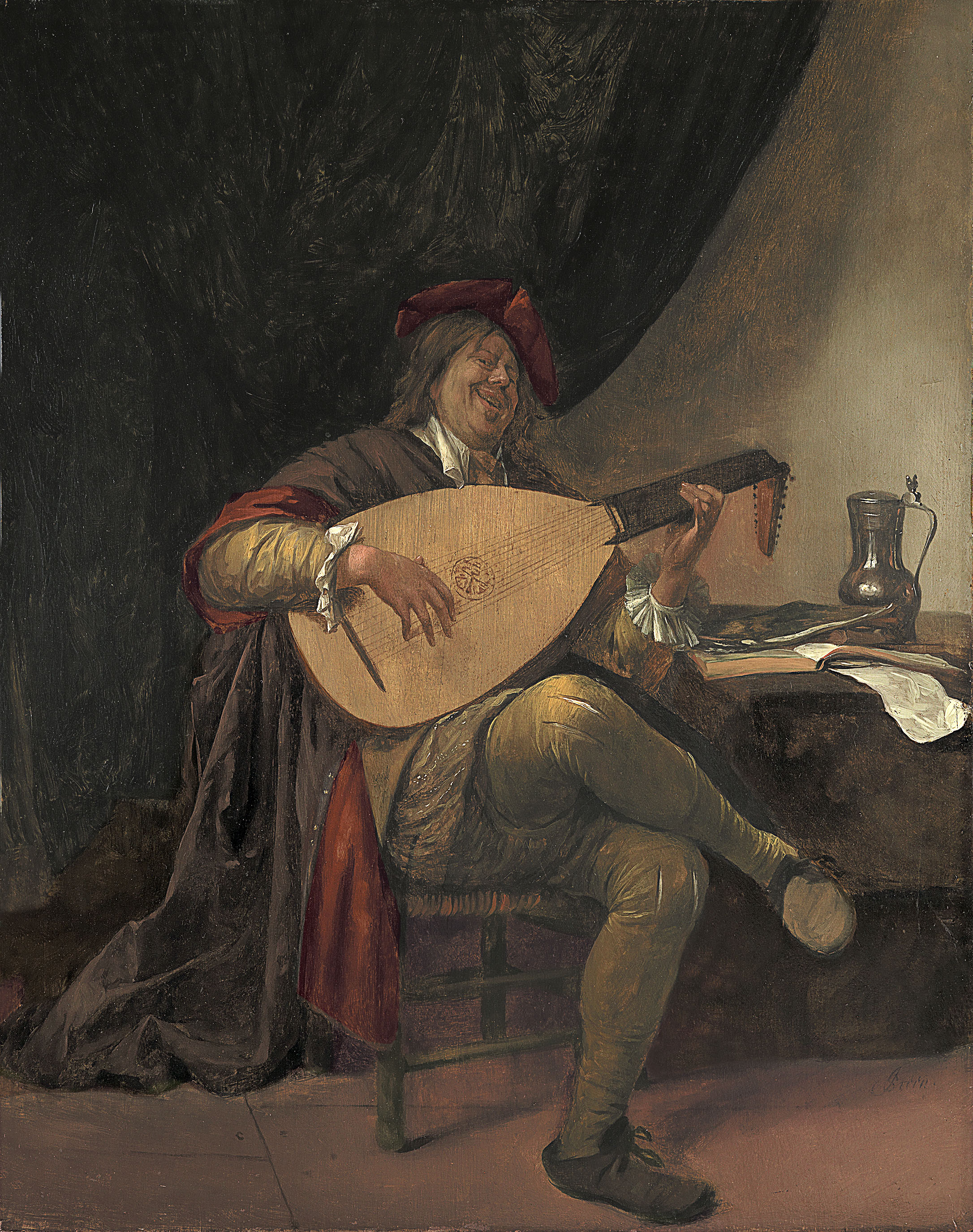
『リュートを弾く自画像』ティッセン＝ボルネミッサ美術館、マドリード
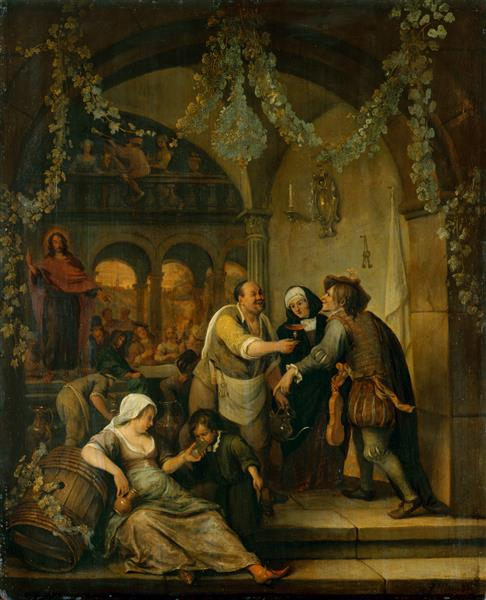
『カナの婚宴』アルテ・マイスター絵画館、ドレスデン